# Déclaration de Richmond

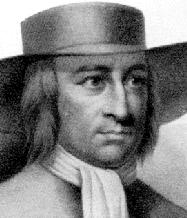
George Fox, fondateur de la Société religieuse des Amis

La Déclaration de Richmond est l'expression d'une différence doctrinale au sein de la Société religieuse des Amis (quakers), à la fin du XIXe siècle.
Cette déclaration de septembre 1887 a été soutenue par 95 quakers, représentant douze Assemblées annuelles, lors d'une conférence à Richmond (Indiana). C'était une déclaration de foi, et bien que les quakers n'aient pas de dogmes ou de credo, elle a été utilisée depuis lors comme une norme par les quakers dits « orthodoxes » ou « évangéliques » (aujourd'hui réciproquement représentés par les organisations faîtières Friends United Meeting et Evangelical Friends International). 
La Déclaration de Richmond a été réaffirmée par l'assemblée générale de Friends United Meeting en février 2007.
Entre autres affirmations, la Déclaration de Richmond dit que les Saintes Écritures ont une plus grande autorité que la lumière intérieure. De nombreuses Assemblées quakers n'approuvent pas cette priorité donnée à la Bible, qui reste une manière de définir la branche dite « orthodoxe » du quakerisme.